# سیارک ۲۷۱۰۸
سیارک ۲۷۱۰۸ (به انگلیسی: 27108 Bryanhe، نامگذاری:1998VM30)۲۷۱۰۸مین سیارک کشف شده‌است که در ۱۰ نوامبر ۱۹۹۸ کشف شد.